# Hopliet

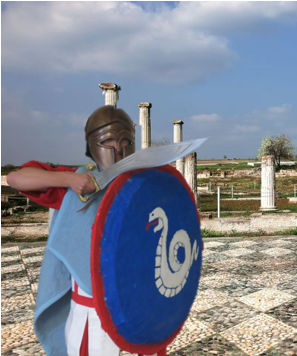
Griekse hopliet met een kopis. Dit diende echter enkel als secundair wapen.

Een hopliet (Oudgrieks: ὁπλίτης / hoplítês, 'zwaarbewapende' < ὅπλον / hóplon, mv.: ὅπλα / hópla, 'wapenrusting'; later ook: 'hoplietenschild') was een zwaarbewapende infanterist in het Oud-Griekse leger, in tegenstelling tot de lichtbewapende gymnes (γυμνής / gumnếs, naakt (atleten vochten naakt)) en psilos (ψιλός / psilós,kaal, ontleed (zij droegen geen kleren aan hun bovenlijf, omdat dat mogelijk infecties kon veroorzaken, als ze werden verwond)). Het voornaamste wapen van een hopliet was zijn lans, waarmee hij in een gesloten slagorde, falanx genaamd, optrok in de strijd.

## Ontstaan

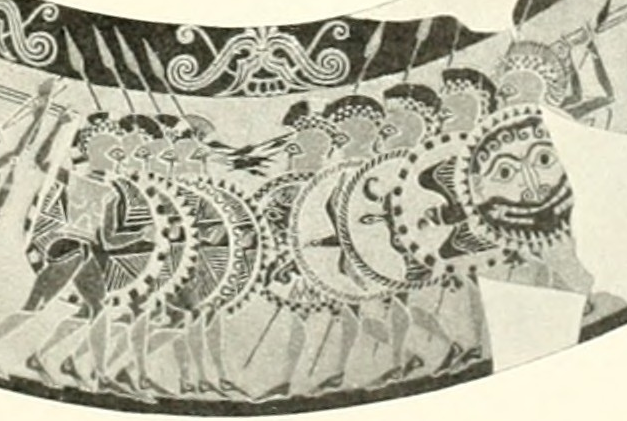
Detail van de vaas van Chigi met de vroegst bekende voorstelling van hoplieten (ca. 650/640 v.Chr.).

Het ontstaan van het hoplietenleger hangt samen met het ontstaan van de polis ("stadstaat") in de Griekse wereld omstreeks de 8e eeuw v.Chr. Zo hebben archeologen o.a. Korinthische helmen en thôrakes (thorax, een soort van kuras) gevonden die teruggaan tot deze periode. Omdat een polis moeilijk een staand leger kon onderhouden, waren het de burgers, die in oorlogstijd de wapens moesten opnemen. Zij moesten echter zelf hun wapenrusting bekostigen, waardoor enkel de meest gegoede burgers de dure wapenrusting van een hopliet konden aanschaffen. Toch was deze goedkoper dan die voor een ruiter, waardoor men ook wel spreekt van een 'hoplitische revolutie' om de uitbreiding van de elite van de polis mee aan te duiden. Zij die zich de uitrusting van een hopliet konden veroorloven, werden namelijk ook betrokken in de vergaderingen waarin werd beslist of men ten oorlog trok. In sommige poleis was dit ook dusdanig geïnstitutionaliseerd dat zij die tot de klasse waaruit de hoplieten kwamen, behoorden, (meer) politieke en burgerrechten hadden.

## Uitrusting
De uitrusting van een hopliet werd panoplia (πανοπλία / panoplía, 'geheel aan wapens') genoemd, en bestond uit een bronzen helm (κράνος / krános), een bronzen kuras (θώραξ / thốrax), later een linothorax ( λινόθωρξ),bronzen scheenplaten (κνημῖδες / knêmĩdes), een rond schild (ἀσπίς / aspis), een speer (δόρυ / dóry) en een kort bronzen zwaard (ξίφος / xíphos), sommige hoplieten droegen ook wel een zwaarder hakzwaard (kopis)
De aspis had een revolutionair ontwerp met een diameter van 90 cm, een centrale band om de linkerarm door te steken (πόρπαξ / pórpax) en een handgreep onder de rand (ἀντιλαβή / antilabế). Op dit schild werd vanaf de klassieke periode (5e eeuw v.Chr.) steeds vaker het symbool van de polis aangebracht (bv. de Λ (lambda) voor Sparta, een Α (alfa) voor Athene).

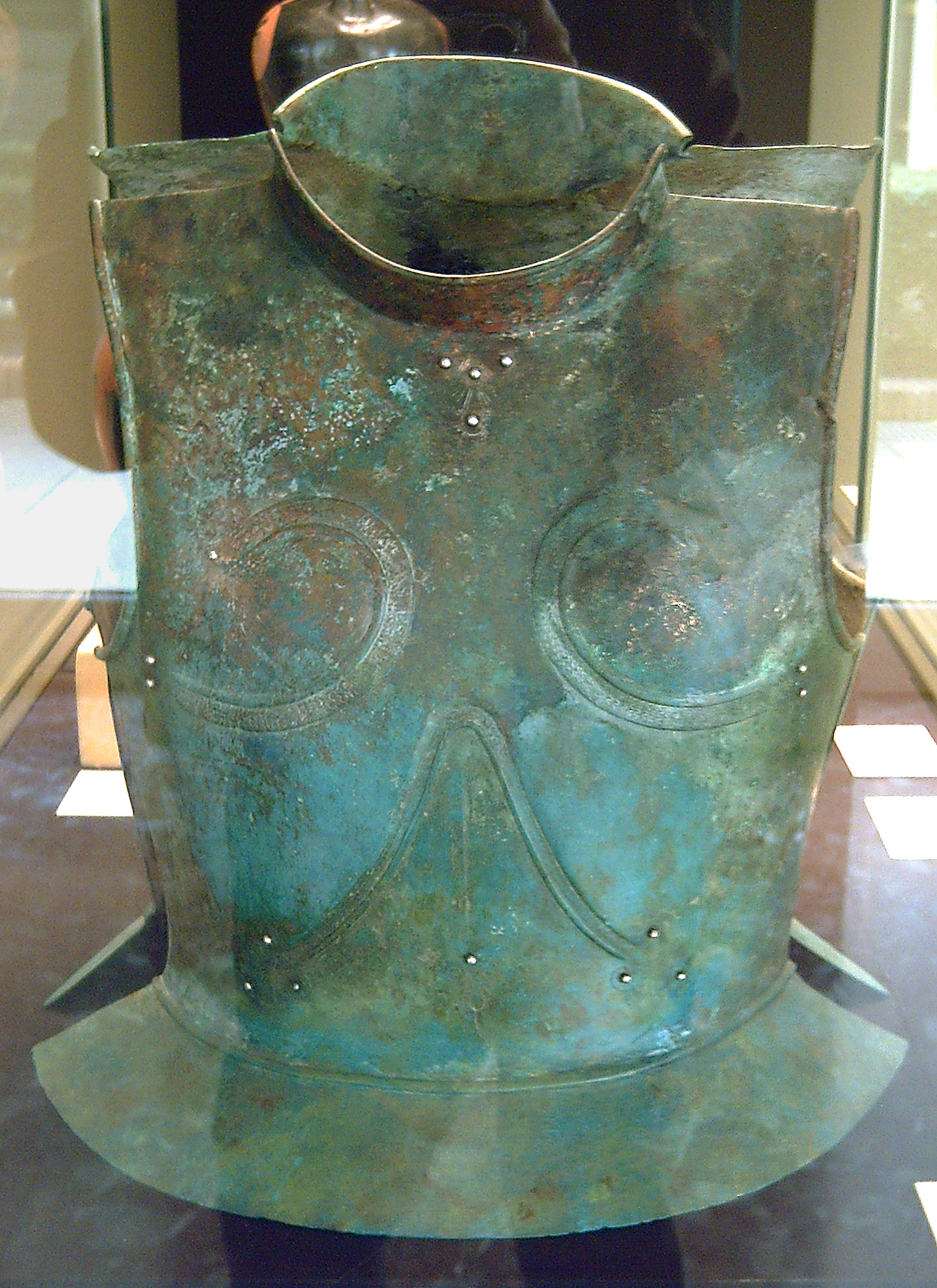
Een archaïsch Griekse bronzen thorax (kuras, Museo Arqueológico Nacional de España, Madrid, 620-580 v.Chr.).

Ter bescherming van het bovenlichaam droegen hoplieten oorspronkelijk een bronzen (klokvormige) thorax (pantser). Deze bood weliswaar een goede bescherming, maar belemmerde de bewegingsvrijheid van de hoplieten op het slagveld. Daarom werd in de klassieke periode meer en meer voor een lichtere variant gekozen. Zo werd aan het eind van de 6e eeuw v.Chr. vaker een linothorax (linnen pantser, veelal versterkt met leren of metalen plaatjes) of een meer nauwsluitend borstharnas gedragen. Sommige hoplieten gingen zelfs in een simpele chiton naar het slagveld, waarbij hun aspis als enige bescherming voor hun bovenlijf moest dienen. Hierbij moet worden opgemerkt dat het natuurlijk slechts voor de rijkste onder de hoplieten was weggelegd om een duur bronzen borstharnas te bekostigen.
Ook de bronzen scheenplaten zouden in de klassieke periode uit het beeld verdwijnen, omdat ze de hopliet in zijn beweging beperkten. Het kwam ook voor dat men enkel aan het linkerbeen een scheenplaat droeg, omdat dit het vaakst vooruitstak.
De prachtige bronzen helmen waarmee hoplieten meestal worden voorgesteld, zouden ook meer en meer van het slagveld verdwijnen. Men droeg namelijk in de 5e en 4e eeuw v.Chr. eerder een pilos (leren of vilten kap) op zijn hoofd in de strijd dan een bronzen helm, die zwaar was en het gehoor belemmerde, zodat deze helmen slechts tijdens parades of door officieren werden gedragen. De vroegste helmen waren van het Korinthische type, maar dit type zou worden vervangen door het Thracische, Chalcidische of Attische type. Het Korinthische type had namelijk als groot nadeel dat het het zicht en gehoor van de drager belemmerde, wat bij de andere types niet het geval was. Er wordt van uitgegaan dat de kenmerkende hoge kam, die van paardenhaar gemaakt was, gebruikt werd om tijdens een gevecht steeds te kunnen zien in welke richting de andere hoplieten zich bewogen.